# Теория самолёта
Теория самолета — это наука о конструкции и принципах полета воздушного судна.

## Предмет изучения
Знание теории самолета требуется при проектировании, когда решается задача об избрании таких характеристик, обеспечивающих надежную и безаварийную эксплуатацию воздушного судна при различных режимах полета, а также в процессе эксплуатации для их контроля и регулирования с целью соблюдения безопасности авиаперевозок.
Основными задачами теории является классификация самолетов по конструкционным признакам, строению и назначению, общее описание конструкции летательных аппаратов, их систем и оборудования, систематизация физических законов и принципов полета самолета, а также изучение технологий и процессов производства, ремонта и технического обслуживания воздушных судов.

## Теория самолета как учебная дисциплина
Учебная дисциплина «Теория самолета», или «Основы теории самолета» с учетом предмета изучения относится к учебным дисциплинам обязательного компонента цикла технической подготовки студентов заведений высшего образования авиационных специальностей.

## Базовые дисциплины
Поскольку самолет является твёрдым телом, то общие сведения о теории самолета опираются на законы теоретической механики, но поскольку их движение происходит в воздухе, требуются знания законов движения воздуха, то есть аэродинамики. Также к базовым дисциплинам можно отнести высшую математику, физику, инженерную графику и информатику.

## Основные разделы
Теория самолета состоит из двух больших разделов, первый из которых описывает устройство и конструкцию воздушного судна, а второй, соответственно, объясняет основные физические принципы динамики полета самолета.